# Karel Vrátný
Karel Vrátný, literární pseudonym C. W. Čech nebo Karel z Prahy, (2. června 1819 Praha – 1873?) byl český hudební skladatel a spisovatel žijící ve Španělsku.

## Život
Vystudoval polytechniku v Praze. Hudbu studoval soukromě. Stal se úředníkem v Souticích. V roce 1847 odešel jako obchodník do Madridu. Zkomponoval několik oper a věnoval se i literární činnosti. Psal humoresky ze španělského prostředí. Jeho skladby měly úspěch. Předehra k opeře Cleopatra se hrála i na Světové výstavě v Paříži v roce 1867. V roce 1873 se vrátil do Prahy, ale jeho další osud není znám.

## Dílo
- Con la horma de su zapata (opera)
- Cleopatra (opera)
- Misterias el Paraiso (opera)
- Nuestra patria (kantáta)
- Hymna míru